# Щепакін Василь Михайлович
Щепакін Василь Михайлович (нар. 25 вересня 1962, Харків) — український піаніст, викладач, науковець, доцент (2004), доктор мистецтвознавства (2018), доцент кафедр фортепіано і теорії та історії музики Харківської державної академії культури.

## Біографія
Щепакін Василь Михайлович народився 25 вересня 1962 року у Харкові. Музичну освіту почав здобувати у дитячій музичній школі № 13 ім. М. Т. Коляди (виклад. фортепіано А. Д. Швець). Після закінчення у 1977 навчався у музичному училищі ім. Б. М. Лятошинського (клас фортепіано С. І. Токарєва). У 1986 році закінчив Харківський інститут мистецтв ім. І. П. Котляревського за спеціальністю «Фортепіано» та отримав кваліфікацію «викладач», «концертмейстер», «соліст камерного ансамблю» (клас фортепіано В. І. Лозової). Після проходження строкової служби в армії у 1988 році почав працювати в Харківському державному інституті культури на посаді викладача кафедри музикознавства. Був заступником декана факультету музичного мистецтва у 2007—2009 та у 2015—2016 роках. З 2017 року працює на кафедрах теорії та історії музики та фортепіано.
Сферами наукових інтересів є історія музичної культури України XVІІІ — початку ХХ століть у міжнаціональних музичних контактах, еволюція вітчизняної музично-критичної думки ХІХ–ХХІ століть. У 2001 році захистив кандидатську дисертацію «Чеські музиканти в музичній культурі України кінця XVІІІ — початку ХХ ст.» (наук. керівник — О. Г. Стахевич). У 2018 році захистив докторську дисертацію «Формування музичної культури Сходу та Півдня України в контексті західноєвропейських мистецьких впливів (друга половина ХІХ — початок ХХ ст.)» (наук. консультант І. І. Польська).
Викладає наступні дисципліни: «Фортепіано», «Спецінструмент», «Інформаційне забезпечення музичної діяльності», «Музична естетика», «Музична критика», «Музична журналістика», «Музична педагогіка». Має багатий досвід педагогічної роботи в усіх ланках музичної освіти ― від початкової до вищої, адже водночас із роботою в ХДАК за сумісництвом працював у Харківському національному педагогічному університеті ім. Г. С. Сковороди (2004—2007), Харківському педагогічному коледжі (1991—1998), у музичній студії при загальноосвітній школі № 124 (1989—2001); у дитячій музичній школі № 13 ім. М. Т. Коляди (1996—2010) керував двома дитячими оркестрами ударних і шумових інструментів. Ці колективи неодноразово ставали лауреатами й дипломантами різних міжнародних і всеукраїнських конкурсів та фестивалів. З оркестром «Тіко-Тіко» має записи на національному та харківському телебаченні, гастролював з програмами в Полтаві (1996), Києві (1997), Балатонфюреді (Угорщина, Гран-прі фестивалю «Балатон-Мистецтво-Молодість», 2001).
Науковець входив до складу оргкомітетів кількох українських наукових конференцій, конкурсів «Слобожанський вернісаж», що проходили в ХДАК, журі всеукраїнських та міжнародних конкурсів і фестивалів мистецтв «Майстер-Maestro», «Слобожанський вернісаж», польської та української музики ім. К. Шиманського, «Grand Music Fest».
Неодноразово обіймав посаду заступника відповідального секретаря приймальної комісії ХДАК (1996—2009). У 2003—2010 роках входив до редколегії збірника наукових статей «Культура України». У 2007—2009 та у 2015—2016 роках обіймав посаду заступника декана факультету музичного мистецтва. У 2016—2018 роках входив до складу підкомісії Науково-методичної комісії з культури й мистецтва сектору вищої освіти зі спеціальності 025 «Музичне мистецтво». Запрошувався до складу експертних комісій з ліцензування спеціальності «Музичне мистецтво» в Ніжинському державному університеті ім. М. Гоголя та в Уманському державному педагогічному університеті ім. П. Тичини, брав участь у різних науково-практичних конференціях, семінарах, круглих столах з питань музичного мистецтва. Крім того, займається джерелознавчими дослідженнями життя і творчості видатних діячів слов'янських культур і творчих колективів. В. М. Щепакін є автором більше ніж 60 статей в Енциклопедії сучасної України та Українській музичній енциклопедії. Проводить онлайн-зустрічі, від початку повномасштабного російського вторгнення відстежує, фіксує та аналізує мистецький спротив Харківщини.
За роки роботи у ХДАК як викладач і керівник магістерських кваліфікаційних робіт підготував понад 40 фахівців, які працюють за спеціальністю в різних містах України, країнах Європи та Азії.

## Основні праці
- Чеські музиканти в Україні: біобібліогр. слов. / Харків. держ. акад. культури ; [уклад. В. М. Щепакін]. — Харків: ХДАК, 2005. — 248 с.
- Щепакін В. М. Чеський музичний Харків ХІХ — початку ХХ ст. / В. М. Щепакін // Україна — Чехія: історія та сьогодення. — Одеса, 2013. — Розд. 3 : Україно-чеські культурні, освітні, наукові та військові зв'язки. — С. 318—345.
- Щепакін В. М. Музична культура Сходу і Півдня України другої половини ХІХ — початку ХХ століть: європейські виміри: монографія / В. М. Щепакін ; М-во культури України, Харків. держ. акад. культури. — Харків: Панов А. М., 2017. — 479 с.
- Щепакін В. Павлік Ладислав: [капельмейстер] / В. Щепакін // Українська музична енциклопедія. — Київ, 2018. — Т. 5. — С. 25.
- Щепакін В. М. Маречеки (родина) / В. М. Щепакін // Енциклопедія Сучасної України / Нац. акад. наук України, Наук. т-во ім. Шевченка, Ін-т енциклопед. дослідж. НАН України ; голов. редкол. XІХ т.: Дзюба І. М. (співголова) [та ін.]. — Київ, 2018. — Т. 19 : «Малиш-Медицина». — С. 179—180.
- Musical art: historical and theoretical discourse: collective monograph / [I. Konovalova, I. Polskaya, O. Roshchenko, N. Riabukha, V. Shchepakin, etc.]. — Lviv ; Torun: Liha-Pres, 2020. — 144 с.
- Щепакін В. М. Нейфельд-Копецька Ванда: [польська піаністка, педагог] / В. М. Щепакін // Енциклопедія Сучасної України / Нац. акад. наук України, Наук. т-во ім. Шевченка, Ін-т енциклопед. дослідж. НАН України ; голов. редкол. XХІІІ т.: Дзюба І. М. (співголова) [та ін.]. — Київ, 2021. — Т. 23 : «Нґ — Ня». — С. 105.
- Щепакін В. М. Концертна і волонтерська діяльність Василя Рябка часів повномасштабної російської агресії / В. Щепакін // Культурологія та соціальні комунікації: інноваційні стратегії розвитку: матеріали міжнар. наук. конф. (17-18 листоп. 2022 р.) / М-во культури та інформ. політики України, М-во освіти і науки України, Харків. держ. акад. культури, Нац. акад. мистецтв України ; [відп. за вип. Ю. І. Лошков]. — Харків: ХДАК, 2022. — С. 303—305.
- Щепакін В. М. Мистецько-просвітницька діяльність діячів культури за часів російської повномасштабної агресії: доцільність, розмаїття напрямів (на прикладі прифронтового Харкова) / В. Щепакін // Сучасне мистецтво: науково-методичний та практичний аспекти / М-во освіти і науки України, Уман. держ. пед. ун-т ім. Павла Тичини, Факультет мистецтв [та ін.] ; [редкол.: І. Г. Терешко, Ю. М. Бай, Т. А. Радзівіл]: матеріали ІІІ Міжнар. наук.-практич. конф. 22-23 верес. 2022 р. — Умань: Візаві, 2022. — С. 77–83.
- Щепакін В. М. Митці Харкова в російсько-українській війні / В. М. Щепакін // Культура України: зб. наук. пр. / М-во культури та інформ. політики України, Харків. держ. акад. культури ; [голов. ред. В. М. Шейко ; за заг. ред. В. Шейка]. — Харків: ХДАК, 2022. — Вип. 78. — С. 100—111.
- Variety Vocal Art in the Context of Integration into Society of the Future / N. Drozhzhina, O. Yeroshenko, S. Davydov, V. Shchepakin, H. Breslavets, V. Osypenko // Postmodern Openings. — Romania: Lumen Publishing House, 2022. — Vol. 13, iss. 4. — P. 1–13.
- Оркестрове духове виконавство на Слобожанщині середини ХІХ — початку ХХ століть / А. В. Гладких, В. М. Щепакін // Культура України: зб. наук. пр. / Харків. держ. акад. культури. — Харків, 2023. — Вип. 79. — С. 83–96.
- Хорове виконавство в Харкові ХІХ — на початку ХХ ст. у контексті діяльності іноземних фахівців / Щепакін В. М. // Проблеми мистецької освіти та виконавства: зб. наук.-метод. ст. / Ніжин. держ. ун-т ім. М. Гоголя. — Ніжин, 2023. — Вип. 13. — С. 179—191.